# ドリュー・バリモア
ドリュー・ブライス・バリモア（Drew Blythe Barrymore, 1975年2月22日 - ）は、アメリカ合衆国の女優、映画監督、プロデューサー、実業家、司会者である。

## 来歴

### 生い立ち
ロサンゼルス出身。父親はイングランドとアイルランドの血を引く俳優のジョン・ドリュー・バリモア、母親はドイツ出身のマコー・イルディコー (Makó Ildikó) [ˈmɒkoː ˌildikoː]（イルディコ・ジャイド）で、第二次世界大戦のためドイツに逃れていたハンガリー難民であった。祖父はジョン・バリモア、祖母はドロレス・コステロ、大伯父はライオネル・バリモア、大伯母はエセル・バリモアのバリモア一族として有名な名家である。
ドリューが生まれる前に両親は離婚した。3人の異母兄姉がいる。

### キャリア

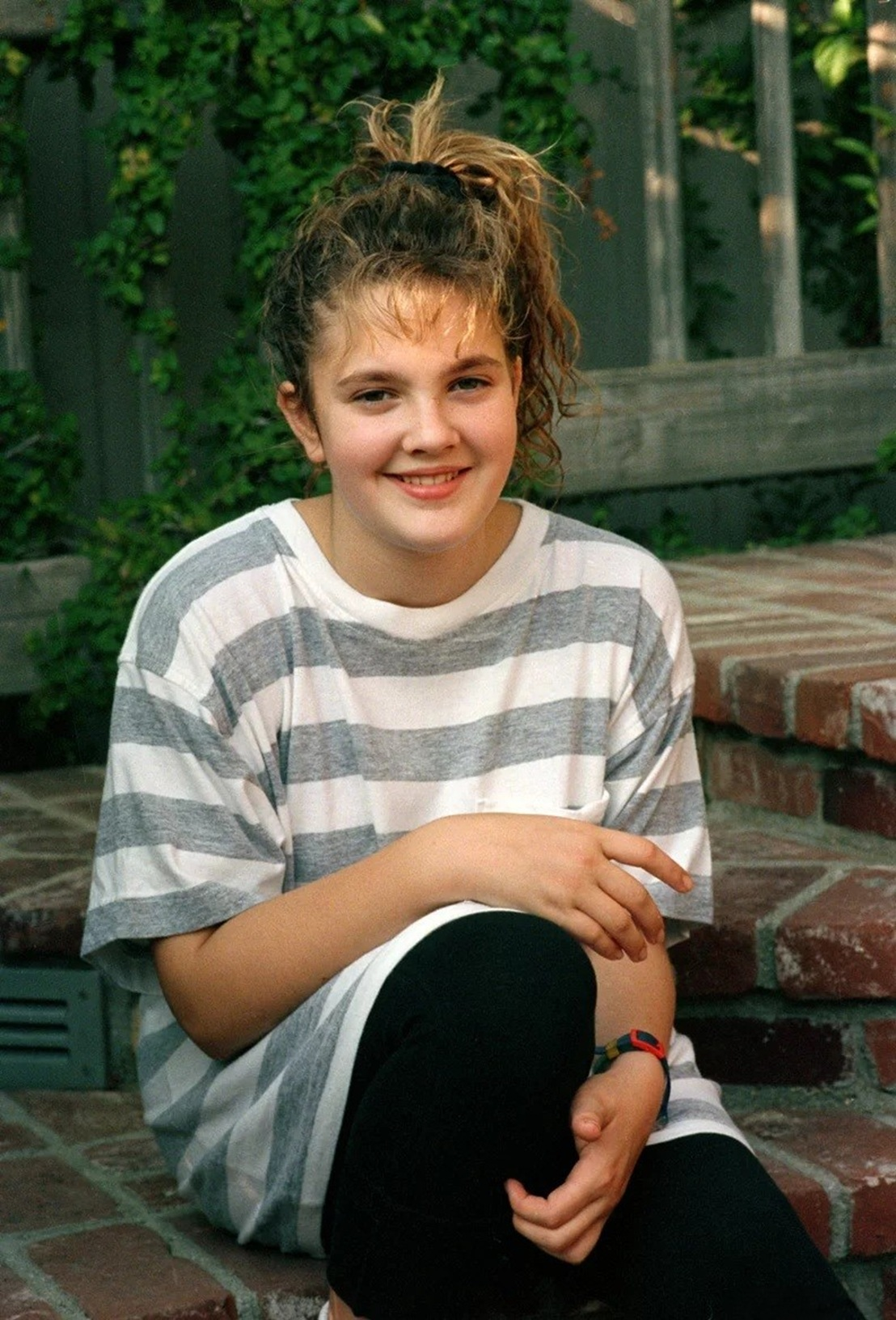
1987年

生後11ヶ月からコマーシャルメッセージ（CM）に出演している。4歳の時に『アルタード・ステーツ/未知への挑戦』で映画デビューする。1982年に『E.T.』で主人公エリオットの妹役で出演、その愛らしさで一躍天才子役として注目される。笑顔が可愛らしく愛嬌のある役が多いが、10代から20代の初めには全身7ヶ所にタトゥーを入れた「Bad Girl」として有名で、1995年には『プレイボーイ』誌でヌードにもなっている。
20代半ばからは再びヒット作に恵まれ、初めて製作総指揮を手掛けた主演映画『25年目のキス』は全米第1位初登場となる大ヒットを記録、その後も主人公3人組の1人を務めた『チャーリーズ・エンジェル』や『50回目のファースト・キス』など次々と大ヒット作品にメインキャストやヒロインとして出演した。また自身の映画製作会社「フラワー・フィルムズ」を興して製作業にも携わっている。

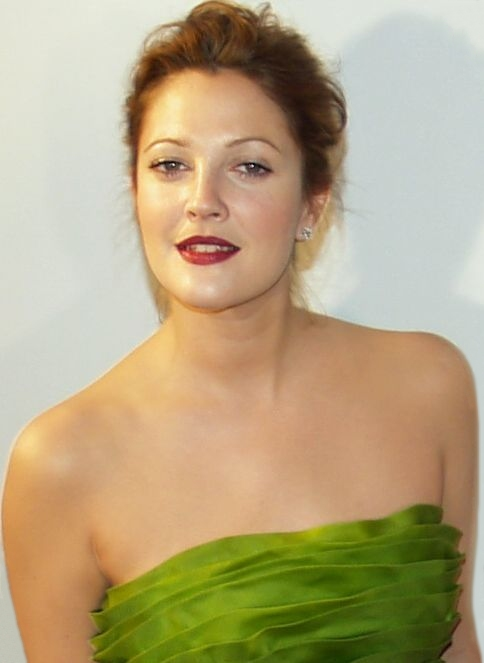
トライベッカ映画祭（2007年）

2004年2月、ハリウッド・ウォーク・オブ・フェームに名前が刻まれた。2007年4月、タイム・ワーナー社の刊行している雑誌『ピープル』の「最も美しい人物 2007」で第1位に選ばれた。
2009年公開の『ローラーガールズ・ダイアリー』で映画監督デビューを果たした。同年放送のテレビ映画『グレイ・ガーデンズ 追憶の館』でエディス・ボウヴィエ・ビールを演じ、ゴールデングローブ賞主演女優賞（ミニシリーズ・テレビ映画部門）を受賞。エミー賞主演女優賞（ミニシリーズ・テレビ映画部門）にもノミネートされたほか、製作総指揮も務めた映画『そんな彼なら捨てちゃえば?』も大ヒットした。
実業家としては、前述の製作会社のほかに、洋服ブランド「Dear Drew」、化粧品ブランド「FLOWER Beauty」、ワイン「Barrymore Wines」の企画・販売を手掛けいずれもヒット商品となっている。2015年には自伝『Ｗildflower』を著した。

### ザ・ドリュー・バリモア・ショーの司会者として
2020年9月からは冠番組のトークショー『ザ・ドリュー・バリモア・ショー』をスタートさせ、ホストを務めている。番組にはキアヌ・リーヴス、ドウェイン・ジョンソン、ジョージ・クルーニー、ビリー・アイリッシュ、セリーナ・ウィリアムズなどジャンルを問わない様々な豪華ゲストが出演している。その中には『E.T.』の共演者や『チャーリーズ・エンジェル』シリーズで共演したキャメロン・ディアスやルーシー・リューなど自身にゆかりのあるゲストも多数登場しており、アダム・サンドラーとは『50回目のファースト・キス』のその後を半ばパロディ的に演じた。元恋人のジャスティン・ロングも番組に登場している。
司会者としてのドリューは番組の中でゲストと手を握ったり、親身になって触れ合うスタイルを特徴とする。

## 私生活

### 転落と母親との確執
『E.T.』の出演で、天才子役として寵児になった彼女だが、私生活は荒んでいく事となる。学校では有名子役というレッテルからいじめにあい、学校に満足に通うことができなくなった。そのため、勉強についていけない落ちこぼれとなってしまう。結果、学校に寄りつかなくなった彼女は、人としてのマナーや常識を知らずに育つ事となる。幼い頃から夜遊びを覚えた彼女は、9歳から飲酒や喫煙を、10歳でマリファナを、12歳の時にはコカインを使用するようになり、薬物・アルコール依存症のリハビリセンターに入所することとなった。また、14歳の時には自殺未遂の騒ぎを起こす。自堕落の原因が母親にあると判断したバリモアは、15歳の時に母親からの独立を裁判で訴え、成人として裁判所に認められる。独立したバリモアはアルバイトをして生計を立て、オーディションに応募する日々が続いた。また、メディアの注目を浴びるため、夜な夜なパーティに出没しては粗暴な振る舞いを続けたが、以前とは異なり、たばこ・アルコール・薬物等は全くやらなかった。その後母親とは、2001年の映画『サンキュー、ボーイズ』で10代で母親になる女性を演じたことをきっかけに、和解している。
後に父親にも虐待されていたことを告白。9歳の時に両親が離婚した後は疎遠になっていたが、2003年に父親が余命わずかであることを知って和解し、死を看取った。

### 交際歴
1994年にバーのオーナーの男性と結婚したが1ヶ月足らずで離婚。ルーク・ウィルソンと交際。2001年にはコメディアンのトム・グリーンと結婚したが、やはり5ヶ月で離婚している。2002年ごろからアメリカのロックバンド、ザ・ストロークスのドラマーであるファブリツィオ・モレッティと交際を続け、結婚も間近と報じられたが2007年に破局。
2007年8月には、『そんな彼なら捨てちゃえば?』で共演したジャスティン・ロングと交際を始めた。2人は2008年4月に『イン・タッチ』誌が選ぶ“イチャイチャ度ナンバーワンカップル”に選ばれる程のおのろけぶりを披露していたが、同年7月に破局。その後ドリューは年下俳優チェイス・クロフォードやエド・ウェストウィックと噂になり、ジャスティンもキルスティン・ダンストやジニファー・グッドウィンとの噂もあったが、結局は翌年2009年3月にドリューとジャスティンの2人は元の鞘に収まった。2010年には『遠距離恋愛　彼女の決断』で、2人は恋人同士を演じるものの再び破局。2011年2月からシャネルの元CEO アリエ・コペルマンの息子であるウィル・コペルマンと交際を始め、1年間半の交際を経て、2012年6月に結婚。同年9月には第1子が誕生、2014年4月に第2子が誕生したが、2016年、約4年にわたる結婚生活に終止符を打った。ドリューにとって3度目の離婚となった。
子供は2人とも娘で、名前は長女がオリーブ、次女がフランキーである。

### 慈善活動
慈善活動にも積極的な俳優の一人であり、ユニセフや国際連合世界食糧計画 (WFP)と提携している。
2008年3月に出演したオプラ・ウィンフリー・ショーで、アフリカの子供達に食べ物を提供するチャリティ団体World Food Programに100万ドル（日本円で約1億300万円）を寄付することを発表した。ドリューは2005年からこのチャリティに関わっていて、2007年には飢餓撲滅親善大使にも選ばれている。ケニアを2回訪問し、国際連合世界食糧計画の働きを見てきたドリューは「私はこの目でたった1杯のポリッジ（オートミールなどのおかゆ）が子供の人生をいかに変えるかということを見たのです。この寄付で学んだり、健康でいられたり、明るい未来へと子供たちを導けるのです」と語っている。
2020年にはマックコーミックと提携し、新型コロナウィルス感染流行の拡大によって子供たちが食料に困ることのないように取り組む活動「ノー・キッド・ハンガー」に100万ドルを寄付。

## 主な出演作品

### 映画
| 年   | 邦題/原題                                                               | 役名                                 | 備考 | 吹き替え                                        |
| ---- | ----------------------------------------------------------------------- | ------------------------------------ | --- | ----------------------------------------------- |
| 1979 | アルタード・ステーツ/未知への挑戦 Altered States                        | マーガレット・ジェスプ               | | 原えりこ（テレビ朝日版）                        |
| 1982 | E.T. E.T. the Extra-Terrestrial                                         | ガーティー                           | | 松野瞳（DVD版） 藤枝成子（VHS・BD版）           |
| 1984 | 炎の少女チャーリー Firestarter                                          | シャーリーン・“チャーリー”・マクギー | | 渕崎ゆり子                                      |
| 1984 | ペーパー・ファミリー Irreconcilable Differences                         | ケイシー・ブロッドスキー             | |                                                 |
| 1985 | キャッツ・アイ Cat's Eye                                                | アマンダ                             | |                                                 |
| 1986 | おもちゃの国のクリスマス Babes in Toyland                               | リサ・パイパー                       | テレビ映画 | 渕崎ゆり子                                      |
| 1989 | いくつもの朝を迎えて See You in the Morning                             | キャシー・グッドウィン               | |                                                 |
| 1989 | ネバダ・ミステリー/静けさは危険な香り Far from Home                     | ジョリーン・コックス                 | |                                                 |
| 1991 | モトラマ/5億ドルを狙え! Motorama                                        | ファンタジー・ガール                 | |                                                 |
| 1992 | ボディヒート Poison Ivy                                                 | アイヴィー                           | | 吹き替え版無し                                  |
| 1992 | ガンクレイジー Guncrazy                                                 | アニタ・ミンティア                   | |                                                 |
| 1993 | プワゾンの香り The Amy Fisher Story                                     | エイミー・フィッシャー               | テレビ映画 |                                                 |
| 1993 | ノー・プレイス・トゥ・ハイド No Place to Hide                           | ティンセル・ハンレイ                 | |                                                 |
| 1993 | ドッペルゲンガー/憎悪の化身 Doppelganger                                | ホリー・ゴールディング               | |                                                 |
| 1993 | ウェインズ・ワールド2 Wayne's World 2                                   | Bjergen Kjergen                      | | TBA                                             |
| 1994 | バッド・ガールズ Bad Girls                                              | リリー・ラロネット                   | | 岡本麻弥（ソフト版） 松本梨香（テレビ朝日版）   |
| 1995 | ボーイズ・オン・ザ・サイド Boys on the Side                             | ホリー・パルチク＝リンカーン         | | かないみか                                      |
| 1995 | マッド・ラブ Mad Love                                                   | ケイシー・ロバーツ                   | | 渕崎ゆり子                                      |
| 1995 | バットマン・フォーエヴァー Batman Forever                               | シュガー                             | | 日野由利加（ソフト版） 冬馬由美（テレビ朝日版） |
| 1996 | 世界中がアイ・ラヴ・ユー Everyone Says I Love You                       | スカイラー・ダンドリッジ             | | 水谷優子                                        |
| 1996 | スクリーム Scream                                                       | ケイシー・ベッカー                   | | 林原めぐみ                                      |
| 1997 | リスキーブライド/狼たちの絆 Best Man                                    | ホープ                               | | もりたえみ                                      |
| 1998 | ウェディング・シンガー The Wedding Singer                               | ジュリア・サリヴァン                 | | 小林さやか                                      |
| 1998 | エバー・アフター Ever After                                             | ダニエル・デ・バードラック           | | 松本梨香                                        |
| 1998 | 100万回のウィンク Home Fries                                            | サリー・ジャクソン                   | |                                                 |
| 1999 | 25年目のキス Never Been Kissed                                          | ジョジー・ゲラー                     | 製作総指揮 | 松本梨香                                        |
| 1999 | トナカイになったオリーブ Olive, the Other Reindeer                      | オリーブ                             | 声の出演 |                                                 |
| 2000 | 誘惑の接吻 Skipped Parts                                                | ファンタジー・ガール                 | |                                                 |
| 2000 | タイタンA.E. Titan A.E.                                                 | アキーマ                             | 声の出演 | 赤間麻里子                                      |
| 2000 | チャーリーズ・エンジェル Charlie's Angels                               | ディラン・サンダース                 | 製作 | 松本梨香（ソフト版） 石塚理恵（テレビ朝日版）   |
| 2001 | ドニー・ダーコ Donnie Darko                                             | カレン・ポメロイ                     | 製作総指揮 | 石塚理恵                                        |
| 2001 | フレディのワイセツな関係 Freddy Got Fingered                            | Mr. デヴィッドソンの受付係           | ゴールデンラズベリー賞最悪助演女優賞ノミネート                                                                                           |                                                 |
| 2001 | サンキュー、ボーイズ Riding in Cars with Boys                           | ビバリー・ドノフリオ                 | | 石塚理恵                                        |
| 2002 | コンフェッション Confessions of a Dangerous Mind                        | ペニー                               | | 石塚理恵                                        |
| 2003 | チャーリーズ・エンジェル フルスロットル Charlie's Angels: Full Throttle | ディラン・サンダース                 | 製作 | 松本梨香（ソフト版） 石塚理恵（テレビ朝日版）   |
| 2003 | おまけつき新婚生活 Duplex                                               | ナンシー・ケンドリックス             | 製作 | 石塚理恵                                        |
| 2004 | 50回目のファースト・キス 50 First Dates                                 | ルーシー・ホワイトモア               | | 松本梨香（日本語吹替1） 乙葉（日本語吹替2）     |
| 2004 | デート・ウィズ・ドリュー My Date with Drew                              | 本人役                               | ドキュメンタリー映画 | 吹き替え版無し                                  |
| 2005 | 2番目のキス Fever Pitch                                                 | リンジー・ミークス                   | 製作 | 松本梨香                                        |
| 2006 | おさるのジョージ Curious George                                         | マギー                               | 声の出演 | 相田さやか                                      |
| 2007 | ラブソングができるまで Music and Lyrics                                 | ソフィー・フィッシャー               | | 石塚理恵                                        |
| 2007 | ラッキー・ユー Lucky You                                                | ビリー・オファー                     | | 浅野まゆみ                                      |
| 2008 | ビバリーヒルズ・チワワ Beverly Hills Chihuahua                          | クロエ                               | 声の出演 | 大坂史子                                        |
| 2009 | そんな彼なら捨てちゃえば? He's Just Not That Into You                   | メアリー                             | 製作総指揮 | 石塚理恵                                        |
| 2009 | グレイ・ガーデンズ 追憶の館 Grey Gardens                                | イーディス・ブーヴィエ・ビール       | テレビ映画 ゴールデングローブ賞主演女優賞 (ミニシリーズ・テレビ映画部門)受賞 エミー賞主演女優賞 (ミニシリーズ・テレビ映画部門)ノミネート | 吹き替え版無し                                  |
| 2009 | ローラーガールズ・ダイアリー Whip It                                    | スマシェリー・シンプソン             | 監督 | よのひかり                                      |
| 2009 | みんな元気 Everybody's Fine                                             | ロージー                             | | 林真理花                                        |
| 2010 | 遠距離恋愛 彼女の決断 Going The Distance                                | エリン                               | | 石塚理恵                                        |
| 2012 | だれもがクジラを愛してる。 Big Miracle                                  | レイチェル・クレイマー               | | 石塚理恵                                        |
| 2014 | 子連れじゃダメかしら? Blended                                           | ローレン・レイノルズ                 | | 吹き替え版無し                                  |
| 2015 | マイ・ベスト・フレンド Miss You Already                                 | ジェス                               | | 石塚理恵                                        |
| 2017 | サンタクラリータ・ダイエット                                            | シーラ                               | Netflix配信作品、主演 | 石塚理恵                                        |
| 2020 | 私の人生、代役に頼んでみた The Stand In                                 | ポーラ/キャンディ・ブラック          | 兼製作総指揮 | 石塚理恵                                        |
| 2024 | スマイル2 Smile 2                                                       | 本人役                               | | 柚木尚子                                        |

## 日本語吹き替え
松本梨香と石塚理恵が担当することが多い。